# Kanton Redingen
Koordinaten: 49° 45′ N, 5° 54′ O

Der Kanton Redingen liegt im Westen des Großherzogtums Luxemburg. Er grenzt im Norden an den Kanton Wiltz, im Osten an die Kantone Diekirch und Mersch, im Süden an den Kanton Capellen und im Westen an Belgien.
Bis zur Abschaffung der luxemburgischen Distrikte am 3. Oktober 2015 gehörte der Kanton zum Distrikt Diekirch.

## Politik

### Kommunale Ebene
Von neun Gemeinden im Kanton wird lediglich in den Gemeinden Rambruch und Redingen/Attert nach dem Proporzsystem gewählt, in allen übrigen Gemeinden kommt die Majorzwahl zur Anwendung. Folglich gibt es in den meisten Gemeinden keine Parteilisten und Koalitionen im Gemeinderat.

#### Rambruch
Die Gemeinde Rambruch wird von der Christlich-konservativen CSV regiert, welche im Gemeinderat durch eine absolute Mehrheit vertreten ist. Diese absolute Mehrheit konnte die CSV-Fraktion bei den Gemeindewahlen im Juni 2023 verteidigen.
| Partei                                             | Sitze: 11 | Stimmenanteil | Sitzverteilung im Gemeinderat                 | Stimmenanteil |
| -------------------------------------------------- | --------- | ------------- | --------------------------------------------- | --- |
| Chrëschtlech-Sozial Vollekspartei (CSV)            | 6         | 49,8 %        | Insgesamt 11 Sitze - LSAP: 3 - DP: 2 - CSV: 6 | Gemeinderatswahl Rambruch 2023 %6050403020100 49,8 % (−1,29 %p)30,55 % (+2,60 %p)19,65 % (−1,30 %p) CSVLSAPDP20182023 |
| Lëtzebuerger Sozialistesch Aarbechterpartei (LSAP) | 3         | 30,55 %       | Insgesamt 11 Sitze - LSAP: 3 - DP: 2 - CSV: 6 | Gemeinderatswahl Rambruch 2023 %6050403020100 49,8 % (−1,29 %p)30,55 % (+2,60 %p)19,65 % (−1,30 %p) CSVLSAPDP20182023 |
| Demokratesch Partei (DP)                           | 2         | 19,65 %       | Insgesamt 11 Sitze - LSAP: 3 - DP: 2 - CSV: 6 | Gemeinderatswahl Rambruch 2023 %6050403020100 49,8 % (−1,29 %p)30,55 % (+2,60 %p)19,65 % (−1,30 %p) CSVLSAPDP20182023 |

#### Redingen/Attert
Die Gemeinde Redingen/Attert wechselte zur Gemeinderatswahl 2023 erstmals von der Majorzwahl zur Proporzwahl, weil die Schwelle von 3000 Einwohnern überschritten wurde. Es kandidierten drei Bürgerlisten, von denen zwei den Einzug in den Gemeinderat schafften. Die Liste Réiden23 erzielte dabei die absolute Mehrheit und wird daher ab 2023 den Bürgermeister sowie den Schöffenrat stellen.
| Partei                                       | Sitze: 11 | Stimmenanteil | Sitzverteilung im Gemeinderat        | Stimmenanteil                                                                        |
| -------------------------------------------- | --------- | ------------- | ------------------------------------ | ------------------------------------------------------------------------------------ |
| Réiden23 (R23)                               | 6         | 50,81 %       | Insgesamt 11 Sitze - R23: 6 - EBR: 5 | Gemeinderatswahl Redingen/Attert 2023 %6050403020100 50,81 %41,61 %7,58 % R23EBRNdWR |
| Engagéiert Bierger fir d'Gemeng Réiden (EBR) | 5         | 41,61 %       | Insgesamt 11 Sitze - R23: 6 - EBR: 5 | Gemeinderatswahl Redingen/Attert 2023 %6050403020100 50,81 %41,61 %7,58 % R23EBRNdWR |
| En neien dynamesche Wand fir Réiden (NdWR)   | 0         | 7,58 %        | Insgesamt 11 Sitze - R23: 6 - EBR: 5 | Gemeinderatswahl Redingen/Attert 2023 %6050403020100 50,81 %41,61 %7,58 % R23EBRNdWR |

### Kantonale Ebene
Die Luxemburgische Verfassung sieht für die Kantone als Einheit weder legislative noch exekutive Organe vor. Trotzdem werden politische Angelegenheiten auf kantonaler Ebene durch Zusammenarbeit der einzelnen Gemeinden umgesetzt. Dies geschieht unter dem Gemeindeverband „Syndicat intercommunal Kanton Réiden“, in welchem alle Gemeinden des Kantons vertreten sind.
Die Gemeinden sind verpflichtet, zwischen 5 und 10 % ihres Jahreshaushalts zum Budget des Syndikats beizutragen. Die Aufgaben des Syndikats umfassen hauptsächlich die Themen Mobilität, Klimaschutz, Tourismus und ländliche Entwicklung.

## Verwaltungsgliederung
Der Kanton Redingen umfasst neun Gemeinden (Einwohnerzahlen vom 1. Januar 2023).
1. Beckerich (2866)
2. Ell (1582)
3. Grosbous-Wahl (1134)
4. Préizerdaul (1827)
5. Rambruch (4836)
6. Redingen/Attert (3059)
7. Saeul (983)
8. Useldingen (2075)
9. Vichten (1425)